# Liu Dao

## Liu Dao, o coletivo
Liu Dao é um grupo de arte coletiva cuja transcrição em chinês é 六 岛 (o que significa island6). Este grupo é composto por membros de diferentes nacionalidades e especialistas de diferentes disciplinas artísticas. Seu principal local de trabalho é island6 Arts Center, localizado no espaço M50, o maior distrito de arte contemporânea na cidade de Xangai, na República Popular da China.
A este respeito, é importante notar que Liu Dao foi fundado em 2006 por island6 Arts Center, sob a direção do francês Thomas Charvériat. Como foi observado acima, o coletivo se caracteriza pela sua multi-nacionalidade e as diferentes formas de produção, entre as quais destacam o uso de recursos electrónicos e multimediais, pictóricos, recursos fotográficos, etc. Não é apenas uma questão de recursos produtivos, onde a multidisciplinaridade de Liu Dao se torna realidade, pois também na formação dos seus membros pode ser rapidamente patente essa diferença, porque o grupo é composto por engenheiros, arquitetos, artistas, escritores, curadores, atores, etc. O grupo, em sua maioria, foi exposto nos diferentes locais que island6 tem,  dois em Xangai e um deles na Tailândia. É por isso que, além de outras colaborações possíveis, somente com as exposições realizadas nos centros island6 ele pode ser já classificado como um coletivo artístico a nível internacional. No entanto, não pode se pensar que isso limita o raio de ação e representação do coletivo pois, entre outros casos, o coletivo Liu Dao tem vindo a expor, por exemplo, no Museu de Arte da China na SISEA 2015, uma exposição para experimentação e reflexão entre as relações entre ciência, tecnologia e arte.

## Processo de produção
Liu Dao é conhecido por fazer uso da tecnologia digital, a fim de expressar e mostrar emoções, pensamentos e estados mentais que surgem e ocorrem em um ambiente complexo e impressionante como é a cidade de Xangai no atual século, um século caracterizado especialmente pela informação e a tecnologia. Entre os princípios do grupo, a ideia é que o coletivismo eo comunitarismo são importantes pois contribuem fortemente para prevenir o ego, mas garantindo maior resistência à estagnação criativa ao ser um ambiente de grupo e onde as pessoas não são sempre os mesmos, fazendo as ideias, métodos e outros em constante evolução e mudança, sem que isso alterar as linhas básicas e representantes de Liu Dao. Inicialmente, o trabalho do grupo é baseado em um conceito ou uma ideia, como não poderia ser de outra forma. Este primeiro trabalho intelectual é muitas vezes realizado pelo curador, mas todo o grupo é participante. A partir desse momento, tem lugar um processo de elaboração, que é o de escrever uma breve sinopse, com base na ideia ou conceito anterior, o que levará ao início da própria criação artística. Ao proceder, é importante o papel do diretor artístico que, sempre em contato com os artistas, avalia as possibilidades e as melhores maneiras de criar artisticamente a peça, assim como os recursos adequados para ser usados. A maioria das obras de Liu Dao envolvem o uso de tecnologia LED. Nesse caso, os coreógrafos executam o movimento que é coordenado por diretores de arte da casa, posteriormente, a gravação em vídeo acaba se tornando uma representação LED com o emprego de software feito para combinar as cores e, assim, se cria uma seqüência animada de mapa de bits. A galeria Red Gate Gallery, a mais antiga da China, descreve o processo de Liu Dao como a conversão de tecnologia em uma coisa orgânica em que a "realidade digital é viva, onde começa a falar, sonhar, conspirar e seduzir ". Além disso, refere-se ás obras com termos como "fantasia voyeurista", "parafilia" e "rima visual".

## Colaborações
Como se observa, todas as obras de Liu Dao são criadas por vários artistas, o que permite ver claramente como o grupo enfatiza a cooperação e a colaboração, a fim de aumentar a riqueza de ideias e o desenvolvimento de projetos conceituais. Suas obras são concebidas através de discussões entre um diretor e curador de arte em que se produz a partir de uma necessidade curatorial, com essa ideia, é possível escrever uma declaração que é, depois, partilhada com os artistas. Após a generação e o desenvolvimento conceitual inicialmente citado, os artistas trabalham com técnicos no local, a fim de projetar a estratégia de implementação. As sitações para cada peça executada são feitas de forma semelhante ás encontradas em um filme, com escritores, diretores, modelos, cinegrafistas, técnicos, pintores, programadores, coreógrafos e editores. Este processo destina-se a ser o oposto do mais comum, em que os artistas têm a colaboração de muitas outras pessoas que trabalham com eles de maneiras diferentes, mas nunca são creditados.

## História e tradição
Liu Dao tende a usar uma infinidade de influências, referências e estilos de arte chinesa e da história da China em suas obras. Entre eles podem ser encontrados o símbolo chinês da longevidade, o corte de papel chinês, o papel de arroz, ou imagens maoistas e comunistas. Da mesma forma, a questão da urbanização, tecnologia e modernidade encontradas em Xangai, onde vive e trabalha o coletivo Liu Dao, são as principais características das questões do grupo, como um tipo de reverberação da vida tradicional chinesa transformada em "eletrificada". Por sua vez, as composições visuais, muitas vezes combinadas com a animação de LED e cortes do papel chinês tem como objectivo utilizar uma imagem comum e colocá-lo na atual paisagem tecnológico do século XXI. Neste sentido, a jornalista Jasmina Najjar, por exemplo, escreveu que o trabalho do coletivo Liu Dao "...mostra que a arte realmente tem o poder de transcender as fronteiras e abrir diálogo criativo entre as cidades e os talentos de diferentes disciplinas."

## Interatividade
Uma das características mais originais das obras Liu Dao é que muitas vezes apresentam características melhoradas em comparação com a técnica convencional, trazendo o tema da reação sensorial e da contribuição para a globalização da China, enquanto as obras terem interação de interatuar por meio de diferentes sensores, dispositivos de controle de movimento, localizadores de alcance ou sonar, que contribuem para "os artistas e tecnólogos engajar ativamente com a cultura".

## Prêmios e honrarios
Em abril de 2010, Liu Dao foi selecionado pela Louis Vuitton para uma exposição comissariada por Jonathan Thomson na prestigiada Louis Vuitton Maison. Em setembro do mesmo ano, Liu Dao foi selecionado novamente por Louis Vuitton para participar de uma exposição de arte, "Raining Stars" no espaço cultural Louis Vuitton em Macau, exposição focada na experiência mundial dos fogos artificiais. Liu Dao foi indicado para o prêmio de arte anual de caridade da Fundação Art Sovereign em 2010 e, a membro do Liu Dao Rose Tang, teve a sua primeira exposição individual, "Roseless".